# Bijzin
Een bijzin of deelzin  is in de redekundige ontleding een zin die deel uitmaakt van een samengestelde zin, maar die niet de hoofdzin is. Een bijzin kan soms zelf weer worden opgedeeld in nog kleinere bijzinnen en wordt vaak maar niet altijd ingeleid door een voegwoord.

## Woordvolgorde
In het Nederlands en veel andere Germaanse talen staat in een bijzin meestal het onderwerp direct na het voegwoord en de persoonsvorm helemaal achteraan, met daartussenin andere zindelen, de zogeheten SOV-woordvolgorde. In een hoofdzin geldt daarentegen de SVO-woordvolgorde veelal als de standaardnorm:
Ik weet (hoofdzin) dat hij dat gedaan heeft (bijzin).
Een uitzondering is in dit opzicht het Engels. Daar valt op dat in de SVO-woordvolgorde ook in bijzinnen de standaardnorm is:
You see (hoofdzin) that I have done this for you (bijzin).

## Soorten bijzinnen
Bijzinnen worden op meerdere manieren ingedeeld:
1. al dan niet met een persoonsvorm; zie beknopte bijzin.
2. naar grammaticale functie:
  - als attribuut; zie bijvoeglijke bijzin.
  - als bijwoordelijke bepaling; zie bijwoordelijke bijzin.
  - als onderwerp of lijdend voorwerp; zie #Inhoudsbijzin.

### Zelfstandige bijzin
- Onderwerp: wat hij zegt is waar
- Logisch onderwerp: het is jammer dat hij ziek is
- Naamwoordelijk deel van het gezegde: het is niet wat jij denkt
- Lijdend voorwerp: ik weet wanneer hij komt
- Meewerkend voorwerp: ik geef wat hij voorstelt het voordeel van de twijfel

### Bijvoeglijke bijzinn
(beperkend en uitbreidend)
- Bijvoeglijke bepaling (beperkend): de man die daar loopt is mijn vriend (= beperkende relatieve (betrekkelijke) bijzin)
- Bijvoeglijke bepaling (uitbreidend): deze man, die niets vreest, is mijn vriend (= uitbreidende relatieve (betrekkelijke) bijzin)
- Bijvoeglijke bepaling ingeleid door voegwoord: ik heb de hoop dat het nog goed komt (= attributieve bijzin)

### Bijwoordelijke bijzin
- Bijwoordelijke bepaling van tijd: ik vertrek wanneer hij komt (niet te verwarren met 'ik weet wanneer hij komt' hierboven)
- Bijwoordelijke bepaling van plaats: ik volg hem waar hij heen gaat
- Bijwoordelijke bepaling van richting: ik loop naar huis
- Bijwoordelijke bepaling van gesteldheid: de man is zeer gezond

### Inhoudsbijzin
Een inhoudsbijzin heeft de grammaticale functie van onderwerp of lijdend voorwerp, en wordt ook wel subjects- of objectszin genoemd. Door middel van een inhoudsbijzin wordt met name een vraag, vermoeden of wens geuit.
Inhoudsbijzinnen worden meestal ingeleid door een  vraagwoord, een van de voegwoorden dat of of, of een betrekkelijk voornaamwoord met ingesloten antecedent:
- Dat hij komt is duidelijk.
- Of hij komt is niet duidelijk.
- Wat (Datgene wat) waar is moet gezegd worden.
- Wij geloven dat je liegt
- Ik weet niet wanneer / of hij komt, etc.

Wanneer een zin met een inhoudsbijzin wordt herschreven, wordt nog duidelijker wat de functie van de inhoudsbijzin is:
- Wat is duidelijk? (antw. Dat het zo is).
- Ik vraag me af: hoe moet ik nu verder?

De volgende soorten inhoudsbijzinnen worden onderscheiden:
- ingeleid door het voegwoord dat: Dat het zo is is duidelijk / Ik geloof niet dat het zo'n goed idee is;
- met een indirecte vraag: Ik vraag me af hoe het nu verder moet;
- infinitiefzinnen, dat wil zeggen bijzinnen zonder persoonsvorm (zie ook beknopte bijzin): We proberen het nu goed te doen;
- met ingesloten antecedent: Wie het gedaan heeft, is nog onduidelijk.

## Verwante begrippen
Een bijzin (met name een bijvoeglijke/betrekkelijke bijzin) moet worden onderscheiden van een bijstelling.